# علیرضا رحیمی بروجردی
علیرضا رحیمی بروجردی (زادهٔ ۱۴ اردیبهشت ۱۳۳۵ در تهران)، استاد تمام دانشگاه تهران، شاعر، نویسنده و اقتصاددان ایرانی است. او پس از اخذ دیپلم در سال ۱۹۷۴ میلادی، برای ادامه تحصیل به آمریکا رفت و همزمان با تحصیل در مهندسی برق، روان‌شناسی و اقتصاد به فعالیت‌های مذهبی-سیاسی پرداخت. او مدارک لیسانس (۱۹۸۰) و فوق لیسانس (۱۹۸۲) خود را در رشته اقتصاد از دانشگاه ایالتی کالیفرنیا (ساکرامنتو) و دکترای تخصصی (۱۹۸۸) در اقتصاد بین‌الملل را از دانشگاه ایالتی کانزاس دریافت کرد. وی پس از بازگشت به ایران در سال ۱۳۶۷، فعالیت خود را به عنوان عضو هیئت علمی در دانشکده اقتصاد دانشگاه تهران آغاز کرد و به مقام استاد تمامی رسید. رحیمی بروجردی بیش از ۵۰ عنوان کتاب و ده‌ها مقاله علمی در حوزه‌های مختلف اقتصاد، عرفان و ادبیات تألیف کرده است. او در طول سالیان متمادی در سمت‌های اجرایی و مشاوره‌ای متعددی از جمله مشاور وزارت امور اقتصادی و دارایی، مدیرکل دفتر اقتصاد بین‌الملل، رئیس مؤسسه (پژوهشکده) تحقیقات پولی و بانکی و مشاور رئیس کل بانک مرکزی فعالیت داشته است. وی همواره بر اهمیت استقلال، آزادی و توسعه ایران تأکید کرده و منتقد سیاست‌های اقتصادی نادرست و ایدئولوژیک در کشور بوده است.

## چکیده‌ای از زندگی‌[۳]

### ابتدای زندگی
علیرضا رحیمی بروجردی، در بهار ۱۳۳۵ (اردیبهشت) در محله‌ای قدیمی در جنوب شهر تهران، در کوچه خیابان خراسان، در خانواده‌ای متوسط متولد شد. تا سن ۷–۸ سالگی به همراه والدینش در خانه پدربزرگ و مادربزرگش در محله شهباز جنوبی، خیابان ری و خیابان خراسان زندگی می‌کرد. پس از آن، خانواده به محله نیروهوایی (پیروزی فعلی) در شرق تهران نقل مکان کردند.او به صورت داوطلبانه برای مجله جوانان و نشریات دیگر روزنامه اطلاعات، گزارش تهیه می‌کرد. دوران ابتدایی را در مدرسه دولتی ۲۵ شهریور در خیابان پرستار منطقه خیابان پیروزی تهران گذراند. سپس در دبیرستان ملی اخباری ثبت نام کرد و سیکل اول متوسطه را با رتبه عالی به پایان رساند. سپس به دبیرستان دولتی ادیب منتقل شد.

### در آمریکا

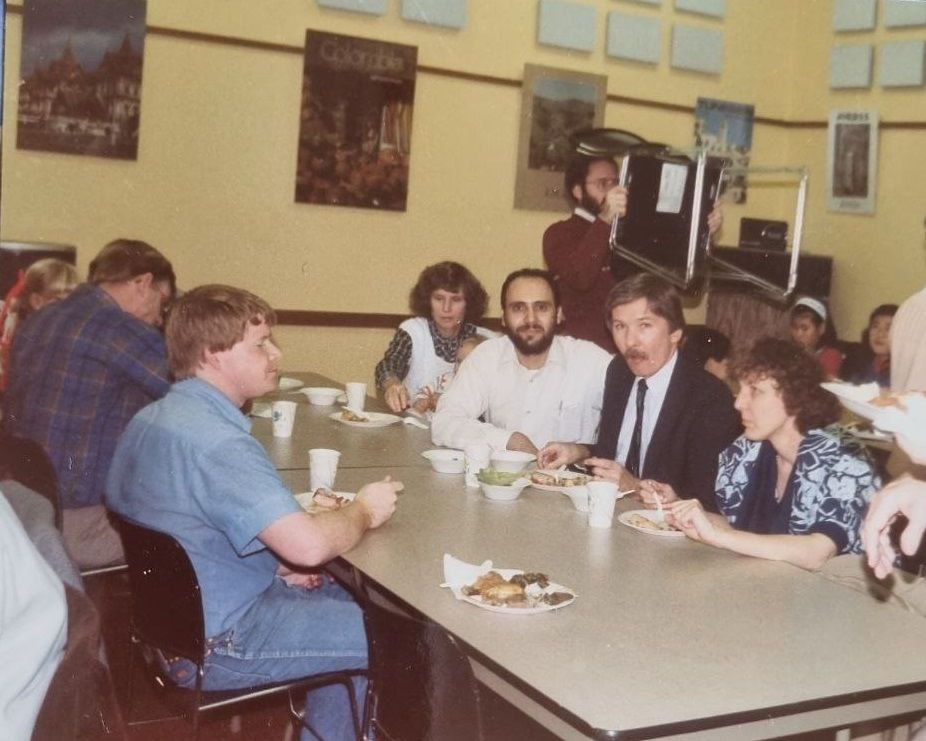
رحیمی بروجردی در کنار استاد راهنمای رساله دکتری اش دکتر نفزیگر

در کلاس نهم یا دهم در امتحان اعزام دانشجو به خارج از کشور شرکت کرد و نمره قبولی کسب کرد. در سال ۱۹۷۴ میلادی (۱۳۵۳ هجری شمسی) برای ادامه تحصیل به آمریکا رفت. ابتدا برای مدت کوتاهی در برکلی کالیفرنیا و سپس در آلبانی با افراد مختلفی هم‌خانه شد. حدود یک سال، هفته‌ای هفت شب در پمپ بنزینی در آلبانی کار می‌کرد تا شهریه دانشگاه را تأمین کند. ابتدا تصمیم داشت مهندسی ساختمان بخواند، اما پس از یک سال به مهندسی برق تغییر رشته داد و همزمان روان‌شناسی نیز می‌خواند. پس از ورود به آمریکا، او به سرعت به انجمن اسلامی دانشجویان در آمریکا و کانادا پیوست و فعالیت‌های مذهبی-سیاسی خود را به‌طور گسترده‌ای آغاز کرد. وی دبیر فرهنگی و تشکیلات انجمن اسلامی در کالیفرنیا بود و ضمن تشکیل بسیاری از جلسات و سمینارهای مذهبی و فرهنگی به منظور تبلیغ ایدئولوژی اسلام، تظاهرات متعددی را رهبری و سازماندهی می‌کرد. رحیمی بروجردی از جوانی در کوران مسائل سیاسی کشور بود و ضمن فعالیت‌های گسترده سیاسی-مذهبی پیش از انقلاب در خارج از کشور، سهمی در مبارزات ملت ایران بر عهده گرفت.

### تحصیلات عالیه
رحیمی بروجردی مدارک دانشگاهی خود را در آمریکا اخذ کرد. او در سال ۱۹۸۰ میلادی (۱۳۵۹ هجری شمسی) موفق به اخذ مدرک لیسانس (B.A.) در اقتصاد از دانشگاه ایالتی کالیفرنیا (ساکرامنتو) شد. سپس، در سال ۱۹۸۲ میلادی (۱۳۶۱ هجری شمسی) مدرک فوق لیسانس (M.A.) خود را نیز در رشته اقتصاد از همان دانشگاه دریافت کرد. او در سال ۱۹۷۹ رساله فوق لیسانس روان‌شناسی خود را با عنوان «تأثیر لبخند بر رفتار اجتماعی» و در سال ۱۹۸۲ رساله فوق لیسانس اقتصاد خود را با عنوان «اقتصاد اسلامی» به اتمام رساند. نهایتاً، در سال ۱۹۸۸ میلادی (۱۳۶۷ هجری شمسی)، او به اخذ مدرک دکترای تخصصی (Ph.D.) در اقتصاد بین‌الملل از دانشگاه ایالتی کانزاس در آمریکا نائل آمد. رساله دکترای تخصصی او با عنوان «رفتار متغیرهای برونزا بر رشد اقتصادی» بود.

### بازگشت به ایران
در سال ۱۳۶۷ هجری شمسی، رحیمی بروجردی به ایران مراجعت کرده و به عنوان عضو هیئت علمی، در دانشگاه تهران - دانشکده اقتصاد مشغول به تدریس و پژوهش شد. او از سال ۱۳۶۸ تا ۱۳۷۵ استادیار دانشکده اقتصاد دانشگاه تهران بود. از سال ۱۳۷۵ به سمت دانشیار ارتقا یافت و سرانجام در سال ۱۳۸۷، او به مقام استاد تمام دانشکده اقتصاد دانشگاه تهران دست یافت و تاکنون نیز در این سمت فعالیت دارد. 

## سوابق اجرایی[۸]

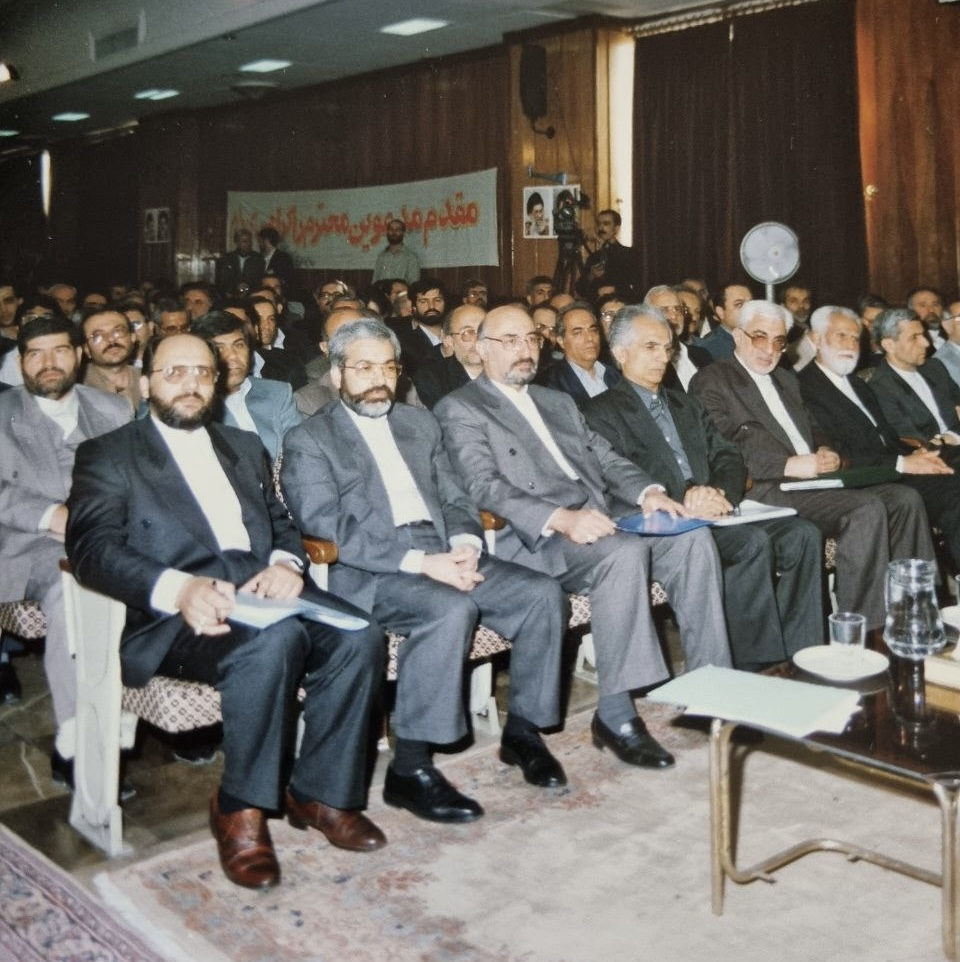
دهمین کنفرانس سیاست‌های پولی و ارزی پژوهشکده تحقیقات پولی و بانکی به ریاست رحیمی بروجردی در کنار دکتر نوربخش رئیس کل بانک مرکزی و دکتر نمازی وزیر اقتصاد وقت

علیرضا رحیمی بروجردی سوابق اجرایی متعددی را در کارنامه خود دارد. او از سال ۱۳۷۰ تا کنون عضو هیئت تحریریه مجله انگلیسی Iranian Economic Review در دانشکده اقتصاد دانشگاه تهران بوده است. همچنین، بین سال‌های ۱۳۷۶ تا ۱۳۷۹ عضو هیئت تحریریه مجله انگلیسی New Horizon در لندن، انگلستان بود. وی دبیر و عضو کمیته اقتصادی دبیرخانه شورای عالی امنیت ملی در سال‌های ۱۳۷۴–۱۳۷۵ بود. از دیگر سوابق اجرایی او می‌توان به مدیر مسئولی و سردبیری مجله تازه‌های اقتصاد در بانک مرکزی جمهوری اسلامی ایران (۱۳۷۵–۱۳۷۹)، مدیریت گروه آموزشی پولی-مالی و امور بازرگانی دانشکده اقتصاد دانشگاه تهران (۱۳۷۴–۱۳۷۶)، دبیری کمیته بازنگری قانون مالیات‌های مستقیم در وزارت امور اقتصادی و دارایی (۱۳۷۴–۱۳۷۵) و عضویت در کمیسیون تخصصی اقتصادی دولت (۱۳۷۵–۱۳۷۹) اشاره کرد. او همچنین مدیر مسئول و سردبیر مجله انگلیسی Echo – of – Islam در بنیاد اندیشه اسلامی در سال ۱۳۷۴ هجری شمسی، مشاور وزارت امور اقتصادی و دارایی (۱۳۷۳–۱۳۷۵)، رئیس مؤسسه (پژوهشکده) تحقیقات پولی و بانکی بانک مرکزی جمهوری اسلامی ایران (۱۳۷۵–۱۳۷۹) و مشاور رئیس کل بانک مرکزی جمهوری اسلامی ایران (۱۳۷۵–۱۳۷۹) بوده است. پیش از این، او مدیر کل دفتر اقتصاد بین‌الملل در وزارت امور اقتصادی و دارایی در سال‌های ۱۳۷۱–۱۳۷۳ بود.

## سوابق تدریس[۱۰]

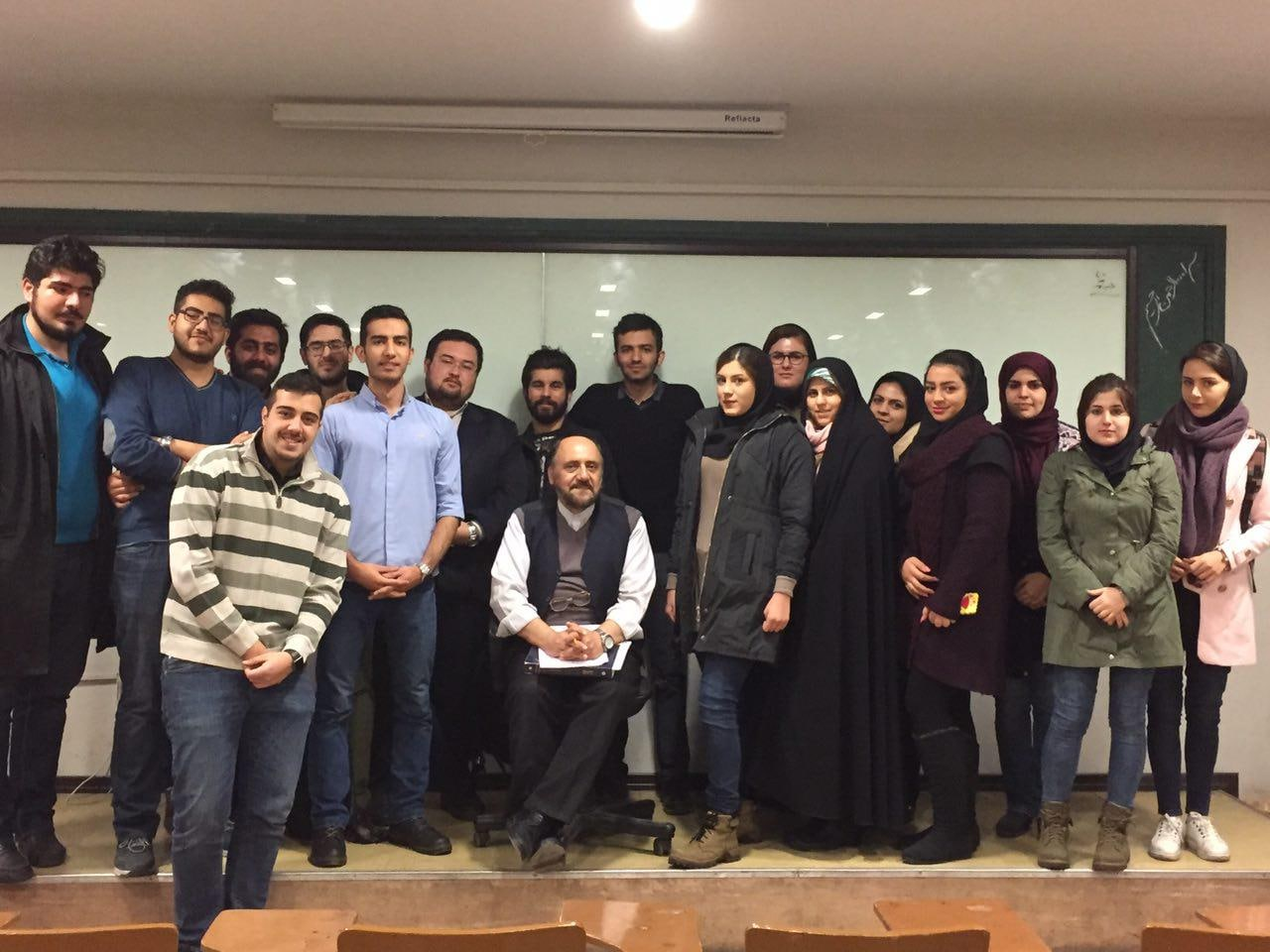
کلاس درس بروجردی در دانشکده اقتصاد دانشگاه تهران

در زمینه تدریس، علیرضا رحیمی بروجردی هم در دانشگاه‌های خارجی و هم در دانشگاه‌های ایران فعالیت داشته است. در خارج از کشور، او در آکادمی مطالعات اقتصادی ASEM و دانشگاه ایالتی مولداوی در سال ۲۰۰۴ میلادی به تدریس دروسی مانند تجارت بین‌الملل، مالیه بین‌الملل، اقتصاد کلان و جهانی‌سازی پرداخته است. همچنین در سال ۱۹۸۷ میلادی در دانشگاه ایالتی کانزاس به تدریس اقتصاد کلان (۲) و اقتصاد بین‌الملل مشغول بوده است. در ایران، او در دانشگاه‌های معتبری از جمله دانشگاه تهران، شهید بهشتی، علامه طباطبائی، فردوسی مشهد، امام صادق (ع) و مفید قم تدریس کرده است. دروس تدریس شده توسط او شامل تجارت بین‌الملل (لیسانس و فوق لیسانس)، مالیه بین‌الملل (لیسانس و فوق لیسانس)، اقتصاد توسعه (فوق لیسانس)، اقتصاد کلان (لیسانس و فوق لیسانس)، بازارهای پولی و مالی (فوق لیسانس)، اقتصاد ایران (فوق لیسانس) و تاریخ عقاید اقتصادی (لیسانس و فوق لیسانس) می‌شود.

## شعر و هنر[۱۲]
رحیمی بروجردی علاقه فراوانی به نویسندگی و سرودن قطعات ادبی دارد و بخش قابل توجهی از اوقات خود را به این امر اختصاص می‌دهد. تا کنون بیش از ۵۰ عنوان کتاب تألیف و تصنیف کرده و ده‌ها مقاله علمی در مجلات علمی داخلی و خارجی به چاپ رسانده است. او با وجود تألیف کتاب‌ها و مقاله‌های علمی متعدد، معتقد است کتاب «راز بهتر زیستن: رمز موفقیت همراه با آرامش» در زمره بهترین کتاب‌هایش قرار دارد، چراکه به گفته وی، این کتاب حاصل نوای دل و تجربیات شخصی اوست که خواسته با دیگران تقسیم کند. او می‌گوید که از روش‌های مطرح شده در این کتاب برای مقابله با حوادث و مشکلات زندگی استفاده کرده و بیشترین حاصل موفقیت خود در زندگی را مدیون روش‌های مورد بحث در کتاب می‌داند. وی بیان می‌کند که مطمئن است اگر کسانی هم از این روش‌ها در زندگی استفاده کنند، موفقیت همراه با آرامش و سرور نصیبشان خواهد شد. در واقع، این مجموعه موفق شده کیفیت زندگی بسیاری را بهبود بخشد و در همین مدت کوتاهی که از چاپ آن می‌گذرد، مطالب کتاب توانسته اعتماد به نفس، خودباوری، حس دوست داشتن و عشق ورزیدن، حذف کینه و نفرت از خود و نگاه مثبت به افراد و محیط پیرامونی را افزایش دهد.

## دیدگاه‌ها و فعالیت‌ها[۱۴][۱۵]
اقتصاد و سیاست: او مخالف هرگونه خشونت در جامعه است و معتقد است که سیاست باید تابع اقتصاد باشد نه برعکس. وی بر لزوم جدایی دین از حکومت تأکید دارد و معتقد است نظام توتالیتر-ایدئولوژیک حاکم بر ایران مانع اصلی توسعه و رفاه مردم است.
دموکراسی و آزادی: رحیمی بروجردی دموکراسی را بر چهارپایه احزاب آزاد، رسانه‌های مستقل، سازمان‌های غیردولتی و آزادی بیان می‌داند و معتقد است این پایه‌ها در ایران شکسته شده‌اند. او از مدافعان سرسخت آزادی‌های اجتماعی، فرهنگی و اقتصادی است و معتقد است که فقدان آنها سبب گسترش ناهنجاری‌های اجتماعی و عقب‌ماندگی می‌شود.
نقش مردم و رهبران: معتقد است که مردم در جامعه توتالیتر ایران به دلیل نبود آزادی و اعتماد، از حاکمیت فاصله گرفته‌اند. وی بر لزوم شنیدن صدای مردم، برگزاری همه‌پرسی و اصلاح قانون اساسی تأکید می‌کند.
انتقاد از سیاست‌ها:منتقد سرسخت سیاست‌های اقتصادی دولت‌های پس از انقلاب، به ویژه دولت احمدی‌نژاد، در زمینه‌های تورم، بیکاری، فساد و کاهش ارزش پول ملی است. او معتقد است که ناکارآمدی و فساد در بدنه حاکمیت ناشی از ماهیت نظام ایدئولوژیک-توتالیتر است.
سرمایه اجتماعی و اخلاق حرفه‌ای: بر اهمیت سرمایه اجتماعی و اخلاق حرفه‌ای در توسعه تأکید دارد و معتقد است که در ایران به دلیل ضعف اخلاقیات و دخالت دولت در اقتصاد، این سرمایه‌ها در حال نابودی هستند.
نگرانی برای جوانان: همواره نگران نسل جوان جامعه بوده و بر لزوم توجه به اشتغال، رفاه و آزادی‌های اجتماعی آن‌ها تأکید می‌کند.

## تألیفات
- سیر تفکر عصر جدید در اروپا (1368)[۱۹]
- راز بهتر زیستن: رمز موفقیت توأم با آرامش (1387)[۲۰]
- مالیه بین‌الملل (۱۳۷۰ و چاپ دوم 1378)[۲۱]
- درآمدی بر سیاست‌های تعدیل ساختاری (1372)[۲۲]
- روابط تجاری بین‌المللی معاصر: تئوری‌ها و سیاست‌ها (۱۳۷۴ و چاپ دوم 1382)[۲۳]
- ارز و صادرات غیرنفتی (1376)[۲۴]
- فلسفه اقتصاد اسلامی (با همکاری دکتر حسین عیوضلو، 1378)[۲۵]
- نظام ارزی مطلوب و رفتار نرخ واقعی ارز در مدل‌های مالیه بین‌الملل (1379)[۲۶]
- همگرایی اقتصادی: ترتیبات منطقه‌ای و بازار مشترک (1385)[۲۷]
- خصوصی‌سازی (1385)[۲۸]
- آزادسازی اقتصادی: از تئوری تا عمل (1386)[۲۹]
- راز بهتر زیستن: رمز موفقیت همراه با آرامش (۱۳۸۷ و جلد دوم 1388)[۳۰]
- جهانی‌سازی (۱۳۸۹، برنده کتاب سال دانشگاهی)[۳۱]
- اقتصاد بین‌الملل (1390)[۳۲]
- زیبایی‌شناسی علم اقتصاد (1395)[۳۳]
- اقتصاد اخلاقی (۱۳۹۱) [۳۴]
- مژده وصل: راز آرامش (۱۳۹۱)
- کرشمه ساقی و می ناب (1394)[۳۵]
- زیبایی‌شناسی علم اقتصاد (۱۳۹۵)
- شوریدگی (1396)[۳۶]
- لاله‌های مست (1396)[۳۷]
- عشق‌بازی با روح ناآرام من (۱۳۹۶)
- نود منزل عاشقی (1396)[۳۸]
- جواهری در کلام من (۱۴۰۲)
- یکصد گل سرخ عشق ورزیدن (۱۴۰۲)
- پریرویان نشئه عاشقی (1402)[۳۹]
- مرثیه عاشقی (۱۴۰۲)
- روح ناآرام من (1396)[۴۰]
- اقتصاد هنر (۱۳۹۹)
- هکشر و اُولین (۱۴۰۰)[۴۱]
- جهانی‌سازی (برنده کتاب سال دانشگاهی) (1390)[۴۲]
- بررسی نظری پیرامون رابطه میان میان تفکر و انتخاب اقتصادی در مکتب کلاسیسیسم (۱۳۹۶)[۴۳]
- چرا ایران نمی‌تواند توسعه پیدا کند؟ (مبانی نظری و تجربی توسعه نیافتگی در ایران) ((۱۴۰۳)[۴۴]
- با دکتر رحیمی بروجردی تا هفت جهان هولوگرافیک (مؤلف)